# Nikdo není dokonalý (Joj)
Nikdo není dokonalý (slovensky Nikto nie je dokonalý) je slovenský televizní pořad, premiérově vysílaný od roku 2017 na TV Joj.
Pořad je postaven na konceptu slovenské show Aj múdry schybí. Každá epizoda je složena z 6 otázek, přičemž každá byla položena na ulicích 10 respondentům. Ve studiu jsou 2 soutěžící, kteří tipují, kolik správných odpovědí se mezi respondenty objeví. Moderátory pořadu byli původně Marcel Forgáč a Milan Zimnýkoval, následně byli vystřídáni Martinem Dejdarem s Mariánem Čekovským.